# ده‌نو (داورزن)
ده‌نو روستایی از توابع بخش مرکزی شهرستان داورزن در استان خراسان رضوی ایران است.

## جمعیت
این روستا در دهستان مزینان قرار داشته و بر اساس سرشماری سال ۱۳۸۵ جمعیت آن ۸۵ نفر (۲۵ خانوار)
بوده است.